# Marcel Clause
Marcel Clause (Lessen, 4 april 1927 – Boussu, 27 april 2004) was een Belgisch judoka en judoleraar. Als wedstrijdjudoka werd hij tweemaal Belgisch kampioen. Later, als nationaal lesgever stond hij vooral bekend voor zijn fijnzinnige en zuivere judo-techniek en voor zijn bijzondere expertise in kata. Hij was de tweede Westerling aan wie het judoinstituut Kodokan in Japan de hoge graad van 8ste dan toekende.

## Biografie
Clause werd geboren in Lessen, een Waalse gemeente in de provincie Henegouwen, België. Pas vrij laat, op 23-jarige leeftijd, begon hij met judo. Zijn leraar was Robert Plomb, in die tijd een bruine gordel (1ste kyū) die in 1944 tijdens zijn legerdienst in Aldershot, Hampshire in Zuid-Oost Engeland met judo| in contact was gekomen, en na zijn terugkeer in België in 1948 een judoclub had geopend. In 1950 werd Clause zijn leerling. Voorheen was Clause actief als hardloper op de middellange afstand.
Na zijn ontmoeting met Abe Ichirō, de Japanse Kodokan-gezant voor Europa die in 1954 de nieuwe technische directeur was geworden van de toenmalige Belgische Federale Judo en Jiu-jitsu Vereniging (BFJJV/AFBJJ) evolueerde Clause’s technische judovaardigheden aan snel tempo. Samen met wijlen Daniel Outelet, ontwikkelde Marcel Clause zich als Abe’s meest getalenteerde student die uitmuntte in zowel randori als kata. In 1960 werd hij Belgisch kampioen in de klasse 2de dan, en in 1963 behaalde hij de titel in de klasse tot 3de dan. Tevens won hij in 1963, 1964 en 1966 de Beker van België, een toernooi per gewichtsklasse dat werd gecreëerd en dat gold als virtueel nationaal kampioenschap in een tijd dat de officiële Belgische kampioenschappen nog steeds werden georganiseerd zonder onderscheid van gewichtsklasse wat winnen bemoeilijkte voor de lichtere judoka. Bij zijn laatste overwinning was hij nagenoeg 40 jaar oud. Clause maakte tevens deel uit van de Belgische ploeg die op de Europese Kampioenschappen per ploeg in respectievelijk 1960 te Milaan en 1963 te Genève de bronzen medaille won.
Na de terugkeer van Abe Ichirō naar Japan werd Clause in 1968 door de Belgische Judo Bond aangesteld met als pedagogische opdracht het leiden van de technische ontwikkeling van haar leden, een functie die hij ook na de splitsing van de nationale bond bleef vervullen voor de Franstalige Judo Liga (LFJ) tot aan zijn dood. Daarnaast was hij gedurende twee jaar bondscoach, een positie die nadien werd overgenomen door Théo Guldemont. Tevens was hij de verbindingspersoon tussen de Belgische Judo Bond en de Administration de l'Éducation physique, du Sport et de la Vie en Plein Air (ADEPS), de organisatie opgericht in 1969 door de Franstalige component van het toenmalige Ministerie van Nationale Opvoeding om de sportkaderopleidingen te verzorgen voor toekomstige judo-monitoren, en later trainers en coaches.
Hij leidde de maandelijkse nationale technische en kata-trainingen verzorgde, respectievelijk de tweede en vierde donderdag van de maand, te Elsene en Etterbeek. In zijn technische lessen legde hij de nadruk op beheersing van evenwichtsverbreking, controle en precisie in timing; kata diende daarnaast gekarakteriseerd door een harmonie tussen uitwendige vorm en oprechtheid van geest zonder de vorm van de oefening te compromitteren. Zijn persoonlijke lijfspreuk was: “Jamais parfait, toujours perfectible ...” [Nooit volmaakt, altijd vatbaar voor verbetering]. Onder zijn later meest bekend geworden studenten waren de meerderheid Brusselaars of Walen, zoals Michel Kozlowski, Franz Soleil en anderen, ofschoon er zich ook vele Vlamingen bevonden onder zijn leerlingen, zoals kata-expert en judowetenschapper Carl De Crée.
Naast zijn uitgebreide pedagogische activiteiten was Clause na zijn wedstrijdloopbaan actief als internationaal scheidsrechter, een functie waarin hij promotie maakte tot internationaal scheidsrechter.
In 1978 werd Clause de vierde persoon ooit die door de toen nog unitaire Belgische Judo Bond de graad van 6de dan werd toegekend. In 1987 maakte hij dan deel uit van een groep van vier corryfeeën (de anderen waren Jean-Marie Falise, Théo Guldemont, en Pierre De Rouck) die benoemd werden als eerste Belgische judoka met de graad van 7de dan. Tegen dan was de Belgische Judo Bond gesplitst, waardoor deze promoties praktisch werden geautoriseerd door haar Franstalige regionale federatie, de Ligue Francophone de Judo. Al deze ; aangezien deze dan-graden werden gehomologeerd door de Kodokan.
Zijn finale dan-graad behaalde Clause 10 jaar later toen hij in 1997 (samen met Théo Guldemont) de eerste Belg werd met de hoge judograad van 8ste dan. De promotiecriteria van de Kodokan vergden echter nog enkele jaren extra wachttijd alvorens dit eclectische judoinstituut in Tokio de buitengewone stap zette om Clause als tweede niet-Japanner ooit te bevorderen tot Kodokan 8ste dan.
Toch bleef zijn internationaal profiel als lesgever opvallend beperkt vermoedelijk door zijn gebrekkige talenkennis; hij sprak enkel Frans hoewel hij ook Nederlands verstond. Desalniettemin werd hem door de Kodokan de uitzonderlijke eer verleend om als eerste (en tot vandaag mogelijk enige) niet-Japanner een judoles te doceren aan de Kodokan.
Er zijn geen professioneel gedraaide films of commerciële video’s van het judo van Marcel Clause in omloop. Binnen de lokale cultuur en geplogenheden was het tevens niet gebruikelijk dat de aanwezigen video-opnames maakten tijdens lessen of demonstraties. Om deze reden zijn er slechts een beperkt aantal amateurvideoclips met Marcel Clause ontdekt die nadien via het internet beschikbaar werden gesteld. De Ligue Francophone de judo zou eind jaren 70 een aantal educatieve video’s hebben opgenomen voor archiefdoeleinden waarin Clause o.m. de gokyō zou uitvoeren. Tot op heden werd echter niets uit dit materiaal vrijgegeven voor publicatie.
Marcel Clause overleed op 27 april 2004 te Boussu ten gevolge acute cardiovasculaire verwikkelingen. Volgend op zijn overlijden creëerde de Ligue Francophone de Judo (thans Fédération Francophone Belge de Judo), de regionale Waalse deelfederatie van de Belgische Judobond een jaarlijks tornooi voor kata-wedstrijden, het Internationaal kata tornooi Marcel Clause, dat met uitzondering van de Europese Kampioenschappen Kata, ondertussen is uitgegroeid tot zowat het voornaamste katatornooi binnen de Europese Judo Federatie (EJU).

## Palmares

### Europese kampioenschappen (team)
- 1957:  Rome
- 1960:  Amsterdam